# George McFly
George Douglas McFly es un personaje de la trilogía de Back to the Future. Es el padre de Marty McFly; es uno de los personajes protagonistas de la primera película, pero fue un personaje secundario en las posteriores dos secuelas.

## Historia del personaje
George McFly fue interpretado por Crispin Glover en Back to the Future. Cuando llamaron al reparto original para hacer las secuelas, todos aceptaron hacerla, cobrando lo que los productores proponían, menos Glover, que quería cobrar más de lo establecido. Le dieron una semana para pensarlo, pero finalmente, rechazó el papel.
Por esa razón, el personaje es muy secundario en las dos secuelas, y no hay planos muy cercanos de él. Fue interpretado por Jeffrey Weissman, con prótesis en la cara, para emular a Glover en la pantalla. También se usaron escenas de Glover de la primera película. El resultado fue bastante convincente, algo que amigos de Glover, como Nicolas Cage, reconocieron. Sin embargo, a Glover le molestó el hecho de que usaran escenas suyas, por lo que demandó a Steven Spielberg (productor del filme), y ganó el juicio.

## Biografía
George Douglas McFly nació el 1 de abril de 1938. Es el marido de Lorraine Baines, con quien no tiene prácticamente ninguna relación, y el padre de Dave, Linda y Marty McFly. Lorraine es una mujer alcohólica, Dave trabaja en una hamburguesería y Linda es una adolescente que no consigue encontrar novio.
En la novelización de Regreso al futuro, se revela algo del pasado de George antes de 1955. En 1950, cuando tenía doce años, un amigo suyo, Billy Stockhausen, estaba siendo intimidado, pero él no hizo nada, y siempre se odió por ello. En 1954 comenzó a leer el libro Como hacer amigos e influir en la gente, pero esto provocó únicamente que la gente se alejara más de él.
En la película se muestran los abusos que George sufre por parte de Biff Tannen y su banda en 1955. Biff obliga siempre a George a que le haga sus deberes. George nunca supo plantarles cara. Le gusta escribir historias de ciencia ficción, pero no deja leerlas a nadie por miedo a que no les gusten.
El 5 de noviembre de 1955, George estaba subido en un árbol, espiando a Lorraine mientras se vestía. En ese momento se cayó del árbol, y fue atropellado por Sam Baines, el padre de Lorraine. Éste lo llevó a casa, donde Lorraine al sentir lástima por él, lo cuidó, y se enamoraron. Una semana después, en el baile del instituto, El baile del encantamiento bajo el mar, George la besó por primera vez, en la pista de baile.
En 1985, al comienzo de la película, George y Lorraine están casados y tienen tres hijos: Dave, Linda y Marty. George no ha cambiado mucho en treinta años. Sigue siendo un tipo inseguro, sobre todo con Biff, que ahora es su supervisor en el trabajo. Ahora Biff siempre obliga a George a que le haga sus informes. El guion de Regreso al futuro describe a George como "alguien que perdió en el juego de la vida".
Cuando su hijo Marty viaja hacia atrás en el tiempo, hacia 1955, impide involuntariamente el atropello de George, por lo que provoca que Lorraine no se enamore de él. Como resultado, Lorraine se enamora de Marty, y se enamora más de él cada vez que ve que le hace frente a Biff, mientras que George no lo hace. Lorraine le dice a Marty que si le invitará al baile, y Marty acepta, debido a que tiene un plan para arreglar la historia; cuando esté con ella en el coche fingirá que va a abusar de ella, y entonces George entrará a salvarla. Finalmente, cuando esto va a ocurrir, aparecen Biff y su banda, se llevan a Marty, y es Biff quien se dispone a abusar de Lorraine. Cuando aparece George, finalmente tiene el valor suficiente, y tumba a Biff de un puñetazo. Lorraine se enamora finalmente de él, van juntos al baile, y la besa por primera vez.
Aunque Marty pretendía restablecer la historia tal como era, pero como en principio, George nunca plantó cara a Biff, la historia sufrió un cambio. Cuando Marty regresa a 1985, se encuentra con que George ya no trabaja para Biff. Biff ahora tiene un negocio de abrillantacoches. George ahora es escritor, y acaba de publicarse su primera novela. Tiene una buena relación con Lorraine; ambos acostumbran a ir a jugar al tenis. Dave trabaja en una oficina y Linda tiene varios novios. En un primer borrador del guion, George en este 1985 era boxeador (el primer borrador del guion, el presente era 1982).
En Back to the Future Part II, George McFly aparece brevemente con 77 años. Sigue felizmente casado con Lorraine, y les gusta ir a jugar al golf. En un borrador del guion, se dice que su carrera como escritor fue un éxito. En una tienda en el 2015 aparece un VHS basado en su primer libro.
Más adelante, en Back to the Future Part II, Biff consigue viajar hacia 1955, y provoca algunos cambios en la historia. En esta realidad alternativa, George fue asesinado por un disparo el 15 de marzo de 1973, y su asesino nunca fue encontrado. Finalmente, Biff le revela a Marty que fue él quién le mató. Afortunadamente, Marty y Doc consiguen viajar hacia 1955 y evitar el desastre que el Biff del 2015 provocó. Finalmente se ve que el asesinato de George nunca tuvo lugar. George aparece una vez más en Back to the Future Part III. Esta escena tiene lugar el 27 de octubre de 1985, donde se presenta a la familia McFly igual que al final de la primera película.